# Sami Allagui
Samuel Allagui (ur. 28 maja 1986 w Düsseldorfie) – tunezyjski piłkarz występujący na pozycji napastnika. Od 2014 jest zawodnikiem 1. FSV Mainz 05, do którego jest wypożyczony z Herthy Berlin.

## Kariera klubowa
Allagui karierę rozpoczynał w wieku 7 lat w niemieckim klubie FC Büderich. W 1999 roku przeszedł do juniorskiej ekipy Fortuny Düsseldorf. W 2002 roku trafił do juniorów Alemannii Akwizgran. W 2005 roku podpisał kontrakt z belgijskim Anderlechtem. W Jupiler League zadebiutował 18 grudnia 2005 w bezbramkowo zremisowanym meczu z RAA Louviéroise. W sezonie 2005/2006 zdobył z klubem mistrzostwo Belgii. W styczniu 2007 został wypożyczony do innego pierwszoligowego zespołu - KSV Roeselare. Zagrał tam w 15 ligowych meczach i strzelił 3 gole, a po zakończeniu sezonu 2006/2007 powrócił do Anderlechtu. Spędził tam jeszcze pół roku.
W styczniu 2008 roku powrócił do Niemiec, gdzie został zawodnikiem FC Carl Zeiss Jena. 15 lutego 2008 w przegranym 1:3 meczu z 1. FC Köln zadebiutował w 2. Bundeslidze. Natomiast 22 lutego 2008 w zremisowanym 2:2 spotkaniu z 1. FSV Mainz 05 strzelił pierwszego gola w tych rozgrywkach.
Latem 2008 odszedł do innego drugoligowca – SpVgg Greuther Fürth. Zadebiutował tam 17 sierpnia 2008 w przegranym 2:3 ligowym pojedynku z FC Ingolstadt 04. W tamtym meczu zdobył także bramkę. W sezonie 2008/2009 z 15 golami na koncie zajął 4. miejsce w klasyfikacji strzelców 2. Bundesligi, ze stratą jednej bramki do zwycięzcy.
W 2010 roku Allagui przeszedł do 1. FSV Mainz 05. Spędził tam 2 lata, po czym trafił do Herthy Berlin. W 2014 roku został wypożyczony do Mainz.

## Kariera reprezentacyjna
Allagui urodził się w Niemczech, ale jest reprezentantem Tunezji, z której pochodzi jego rodzina. W drużynie narodowej zadebiutował 20 listopada 2008 w bezbramkowo zremisowanym towarzyskim meczu z Ghaną. 28 maja 2009 w wygranym 4:0 towarzyskim spotkaniu z Sudanem strzelił pierwszego gola w trakcie gry w kadrze.